# Cục Du lịch Đài Loan
Cục Du lịch Đài Loan (tiếng Anh: Tourism Bureau, MOTC; tiếng Trung: 交通部觀光局; bính âm: Jiāotōngbù Guānguāng Jú; Bạch thoại tự: Kau-thong-pō͘ Koan-kong-kio̍k; Hán-Việt: Giao thông bộ Quan quang Cục) là một tổ chức trực thuộc Bộ Giao thông của Đài Loan (tức Trung Hoa Dân Quốc), chịu trách nhiệm quản lý việc hoạch định, thi hành và phát triển chính sách du lịch nội địa và quốc tế ở Đài Loan.

## Lịch sử
Sự phát triển của ngành công nghiệp du lịch Đài Loan cấp chính phủ bắt đầu từ năm 1956. Vào tháng 9 năm 1960, một Ủy ban Du lịch được thành lập bên trong Bộ Giao thông với sự phê chuẩn của Hành chính viện Trung Hoa Dân Quốc. Tháng 10 năm 1966, ủy ban này được cải tổ thành Hội đồng Du lịch. Ngày 29 tháng 12 năm 1972, hội đồng cuối cùng cũng đổi tên thành Cục du lịch.

## Cơ cấu tổ chức
- Phòng Kế hoạch
- Phòng Tài vụ
- Phòng Kỹ thuật
- Phòng Quốc tế
- Phòng Du lịch nội địa
- Phòng Lưu trú
- Văn phòng
- Phòng Tổ chức cán bộ
- Phòng Chống tham nhũng
- Phòng Kế toán

## Đại sứ
- 2007: Nhóm F4[2][3][4][5][6][7], Thái Y Lâm và Ngô Niệm Chân[8][9]
- 2008 - 2011: Nhóm Phi Luân Hải[10][11][12][13][14]
- 2013 - 2015: La Chí Tường[15] và Trần Ý Hàm[16]

Ngoài ra còn có nam ca sĩ Đan Trường từng được bổ nhiệm làm Đại sứ du lịch Đài Loan tại Việt Nam các năm 2005 và 2006.

## Các trung tâm của Cục
- Đài Bắc
- Sân bay quốc tế Đào Viên Đài Loan ở thành phố Đào Viên
- Sân bay quốc tế Cao Hùng ở thành phố Cao Hùng
- Cục du lịch Đài Loan, chi nhánh New York (thành lập năm 1978)[19]